# Consoană fricativă alveolopalatală sonoră
În fonetică, consoana fricativă alveolopalatală sonoră este un sunet consonantic care apare în anumite limbi vorbite. Simbolul său fonetic este [ʑ]. Este absent din limba română standard, însă înlouiește consoana africată alveolară sonoră [ʤ] în subdialectele din Transilvania.

## Pronunție

fricativele alveolo-palatale sibilante /[ɕ, ʑ]/

- Modul de articulare este fricativ, adică în timpul articulării canalul fonator se strîmtează suficient pentru a produce o turbulență audibilă a aerului, dar nu se închide complet în nici un moment.
- Locul de articulare este alveolopalatal, adică prin acțiunea părții anterioare a limbii în zona dinapoia alveolelor incisivilor superiori și cu corpul limbii ridicat spre palatul tare.
- Este o consoană sonoră, adică în timpul pronunției sale coardele vocale vibrează.
- Este o consoană orală, adică fluxul de aer lăsat să iasă pe gură.
- Este o consoană centrală, adică aerul trece pe deasupra părții centrale a limbii.
- Este o consoană pulmonară, adică obținută prin aplicarea unei presiuni din plămâni.